# Emoia brongersmai
Emoia brongersmai là một loài thằn lằn trong họ Scincidae. Loài này được Brown mô tả khoa học đầu tiên năm 1991.